# 3339 Трьошников
3339 Трьошников (3339 Treshnikov) — астероїд головного поясу, відкритий 6 червня 1978 року. Названий на честь радянського полярного дослідника О. Ф. Трьошникова
Тіссеранів параметр щодо Юпітера — 3,112.